# Bunta Sugawara
Bunta Sugawara (菅原 文太, Sugawara Bunta), né le 16 août 1933 à Sendai et mort le 28 novembre 2014 à Tokyo, est un acteur japonais connu notamment pour ses rôles de yakuza.

## Biographie
Né à Sendai en 1933, ses parents divorcent quand il a quatre ans et il déménage avec son père et sa belle mère à Tokyo. Durant la Seconde Guerre mondiale, il revient à Sendai dans le cadre des mesures pour évacuer les grandes villes. Il intègre l’université Waseda en cours de droit, mais doit abandonner en seconde année faute de pouvoir payer ses études et devient mannequin en 1956.
Sugawara débute comme acteur dans White Line (白線秘密地帯, Shirosen himitsu chitai) de Teruo Ishii en 1958 après avoir été repéré par le studio Shintōhō. Il avait toutefois déjà fait une apparition dans Aishū no machi ni kiri ga furu (哀愁の街に霧が降る), un film de la Tōhō sorti en 1956. La Shintōhō lui confie plusieurs rôles malgré son manque d’expérience, mais fait faillite en 1961. Sugawara rejoint alors la Shōchiku où il est embauché pour le tournage de Shamisen to ōtobai (三味線とオートバイ) de Masahiro Shinoda. Il est renvoyé pour être arrivé en retard après une nuit alcoolisée. En 1963, il réalise une performance remarquée dans La Légende du combat à mort (死闘の伝説, Shitō no densetsu) de Keisuke Kinoshita, malgré le relatif échec au box office. Finalement déçu par son salaire et les rôles qui lui sont offerts, il postule avec succès à la Tōei en 1967 grâce à une recommandation de Noboru Andō.
Après avoir joué dans Abashiri bangaichi: Fubuki no tōsō (網走番外地 吹雪の斗争) de Teruo Ishii en 1967, son premier rôle pour la Tōei est dans Gendai yakuza : Yotamono no okite (現代やくざ 与太者の掟) en 1969. Ce film entraîne plusieurs suites jusqu’à Okita le pourfendeur : Yakuza moderne (現代やくざ 人斬り与太, Gendai yakuza: Hito-kiri yota) de Kinji Fukasaku en 1972, le dernier et le plus populaire de la série. Son premier grand succès survient en 1973 alors qu’il a quarante ans : il s’agit de Combat sans code d'honneur (仁義なき戦い, Jingi naki tatakai) de Fukasaku, une fresque de yakuza épique en cinq parties. Inspirée d’un fait réel, une guerre des gangs à Hiroshima, la série connaît un fort engouement et popularise un nouveau sous-genre du cinéma de yakuza nommé jitsuroku eiga, regroupant des films de yakuzas réalistes, souvent anarchisants et plutôt portés sur la violence spectaculaire. Il y joue Shōzō Hirono, son rôle qui reste le plus connu. Sugawara joue aussi dans un autre film de Fukasaku, Police contre Syndicat du crime (県警対組織暴力, Kenkei tai soshiki bōryoku) en 1975. La même année, il tourne dans la comédie Torakku yarō: Goiken muyō (トラック野郎 御意見無用) de Norifumi Suzuki, incarnant un chauffeur de poids lourd en quête d’amour, début d’une série à succès.
Le 23 février 2012, Sugawara annonce sa retraite d’acteur. Il explique sa décision par le séisme de 2011 de la côte Pacifique du Tōhoku et son hospitalisation à l’hiver 2011, tout en précisant qu’il pourra considérer de nouveaux rôles. Il meurt le 28 novembre 2014 à Tokyo d'un cancer du foie.

## Filmographie partielle

### Cinéma

#### Années 1950
- 1956 : Aishū no machi ni kiri ga furu (哀愁の街に霧が降る?) de Shigeaki Hidaka
- 1958 : White Line (白線秘密地帯, Shirosen himitsu chitai?) de Teruo Ishii : Goto
- 1958 : Joōbachi no ikari (女王蜂の怒り?) de Teruo Ishii : Jōji
- 1959 : Mōfubuki no shitō (猛吹雪の死闘?) de Teruo Ishii : Kinya

#### Années 1960
- 1960 : La Guerre du Pacifique et le mystère du cuirassé Mutsu (太平洋戦争 謎の戦艦陸奥, Taiheiyō Sensō: Nazo no senkan Mutsu?) de Kiyoshi Komori : un officier de la Marine
- 1961 : Shamisen to ōtobai (三味線とオートバイ?) de Masahiro Shinoda
- 1963 : La Légende du combat à mort (死闘の伝説, Shitō no densetsu?) de Keisuke Kinoshita : Gōichi Takamori
- 1964 : Le Parfum de l'encens (香華, Koge?) de Keisuke Kinoshita : Sugiura
- 1964 : Le Contour de la nuit (夜の片鱗, Yoru no henrin?) de Noboru Nakamura : Tamura
- 1965 : Chi to okite (血と掟?) de Namio Yuasa
- 1965 : Tōbō to okite (逃亡と掟?) de Noriaki Yuasa
- 1966 : Honō to okite (炎と掟?) d'Umetsugu Inoue
- 1966 : La Rivière Kii (紀ノ川, Kinokawa?) de Noboru Nakamura : directeur d'école
- 1966 : Délit de faciès (男の顔は履歴書, Otoko no kao wa rirekisho?) de Tai Katō
- 1966 : Ahendaichi jigokubutai totsugekseyo (阿片台地 地獄部隊突撃せよ?) de Tai Katō
- 1967 : Le Banquet (宴, Utage?) de Heinosuke Gosho : Kurita
- 1967 : Abashiri bangaichi: Fubuki no tōsō (網走番外地 吹雪の斗争?) de Teruo Ishii
- 1968 : Un voyou (ごろつき, Gorotsuki?) de Masahiro Makino
- 1968 : Kyōdai jingi: Gyakuen no sakazuki (兄弟仁義 逆縁の盃?) de Norifumi Suzuki
- 1968 : Lady Yakuza : La Règle du jeu (緋牡丹博徒 一宿一飯, Hibotan bakuto: isshuku ippan?) de Norifumi Suzuki : Shiraishi
- 1968 : Bakuto retsuden (博徒列伝?) de Shigehiro Ozawa
- 1969 : Gendai yakuza: Yotamono no okite (現代やくざ 与太者の掟?) de Yasuo Furuhata : Goro
- 1969 : Tabi ni deta gokudo (旅に出た極道?) de Jun'ya Satō : Tamotsu Asai
- 1969 : La Loi yakuza (やくざ刑罰史 私刑, Yakuza keibatsu shi: Rinchi?) de Teruo Ishii
- 1969 : Le Caïd de Yokohama (日本暴力団 組長, Nihon bōryoku-dan: Kumichō?) de Kinji Fukasaku : Kazama
- 1969 : Soshiki boryoku: kyodai sakazuki (組織暴力 兄弟盃?) de Jun'ya Satō
- 1969 : Gendai yakuza: Yotamono jingi (現代やくざ 与太者仁義?) de Yasuo Furuhata
- 1969 : Gorotsuki butai (ごろつき部隊?) de Norifumi Suzuki
- 1969 : Nihon ansatsu hiroku (日本暗殺秘録?) de Sadao Nakajima
- 1969 : Kantō tekiya ikka (関東テキヤ一家?) de Norifumi Suzuki

#### Années 1970
- 1970 : Le Blazon ensanglanté (血染の代紋, Chi-zome no daimon?) de Kinji Fukasaku
- 1970 : Kantō tekiya ikka: Goromen jingi (関東テキヤ一家 喧嘩仁義?) de Norifumi Suzuki
- 1970 : Lady Yakuza : Le Retour d'Oryū (緋牡丹博徒 お竜参上, Hibotan bakuto: Oryū sanjō?) de Tai Katō
- 1970 : Kantō tekiya ikka: Tennōji no kettō (関東テキヤ一家 天王寺の決斗?) de Norifumi Suzuki
- 1970 : Nippon dabi katsukyu (日本ダービー 勝負?) de Jun'ya Satō
- 1970 : Sengo hiwa, hoseki ryakudatsu (戦後秘話 宝石略奪?) de Sadao Nakajima
- 1970 : Saigo no tokkōtai (最後の特攻隊?) de Jun'ya Satō
- 1970 : Shinjuku no yotamono (新宿の与太者?) de Shin Takakuwa
- 1971 : Gokuaku bōzu: Nomu utsu kau (極悪坊主 飲む打つ買う?) de Buichi Saitō
- 1971 : Kantō tekiya ikka: Goromen himatsuri (関東テキヤ一家 喧嘩火祭り?) de Norifumi Suzuki
- 1971 : Chōeki Tarō: Mamushi no kyōdai (懲役太郎 まむしの兄弟?) de Sadao Nakajima
- 1971 : Kantō kyōdai jingi ninkyō (関東兄弟仁義 仁侠?) de Buichi Saitō : Taichirō Takasaki
- 1971 : Nihon jokyō-den: Gekitō himeyuri misaki (日本女侠伝 激斗ひめゆり岬?) de Shigehiro Ozawa
- 1971 : Gendai yakuza: Chizakura san kyōdai (現代やくざ 血桜三兄弟?) de Sadao Nakajima
- 1972 : Lady Yakuza : Le Code yakuza (緋牡丹博徒 仁義通します, Hibotan bakuto: jingi tōshi masu?) de Buichi Saitō
- 1972 : Junko se retire : La Grande Famille des cerisiers rouges du Kantō (関東緋桜一家, Junko intai kinen eiga: Kantō hizakura ikka?) de Masahiro Makino : Yuijiro
- 1972 : Okita le pourfendeur : Yakuza moderne (現代やくざ 人斬り与太, Gendai yakuza: Hito-kiri yota?) de Kinji Fukasaku : Isamu Okita
- 1972 : Okita le pourfendeur : Les Trois frères chiens fous (人斬り与太 狂犬三兄弟, Hito-kiri yota: Kyōken san-kyōdai?) de Kinji Fukasaku
- 1972 : Hijirimen bakuto (緋ぢりめん博徒?) de Teruo Ishii
- 1972 : Mamushi no kyōdai: Chōeki jūsankai (まむしの兄弟 懲役十三回?) de Sadao Nakajima
- 1972 : Mamushi no kyōdai: Shōgai kyōkatsu jūhappan (まむしの兄弟 傷害恐喝十八犯?) de Sadao Nakajima
- 1972 : Kogarashi Monjirō (木枯し紋次郎?) de Sadao Nakajima : Monjirō Kogarashi
- 1972 : Kogarashi Monjirō: Kakawari gozansen (木枯し紋次郎 関わりござんせん?) de Sadao Nakajima : Monjirō Kogarashi
- 1972 : Gokudo makari tōru (極道罷り通る?) de Shigehiro Ozawa : Tsuneo Ishidō
- 1973 : Combat sans code d'honneur (仁義なき戦い, Jingi naki tatakai?) de Kinji Fukasaku : Shozo Hirono
- 1973 : Combat sans code d'honneur 2 : Deadly Fight in Hiroshima (仁義なき戦い 広島死闘篇, Jingi naki tatakai: Hiroshima shitō hen?) de Kinji Fukasaku : Shozo Hirono
- 1973 : Combat sans code d'honneur 3 : Guerre par procuration (仁義なき戦い 代理戦争, Jingi naki tatakai: Dairi sensō?) de Kinji Fukasaku : Shozo Hirono
- 1973 : Yakuza versus G-men (やくざ対Gメン, Yakuza tai G-men?) d'Eiichi Kudō
- 1973 : Mamushi no kyōdai: Kyōkatsu san-oku-en (まむしの兄弟 恐喝三億円?) de Norifumi Suzuki
- 1974 : Combat sans code d'honneur 4 : Opération au sommet (仁義なき戦い 頂上作戦, Jingi naki tatakai: Chōjō sakusen?) de Kinji Fukasaku : Shozo Hirono
- 1974 : Quartier violent (暴力街, Bōryoku gai?) de Hideo Gosha
- 1974 : Mamushi no kyōdai: Futari awasete sanjuppan (まむしの兄弟・二人合わせて30犯?) d'Eiichi Kudō
- 1974 : Gokudō vs Mamushi (極道ＶＳまむし?) de Sadao Nakajima
- 1974 : Combat sans code d'honneur 5 : La Partie finale (仁義なき戦い 完結篇, Jingi naki tatakai: Kanketsu-hen?) de Kinji Fukasaku : Shozo Hirono
- 1974 : Andō-gumi gaiden: hitokiri shatei (安藤組外伝 人斬り舎弟?) de Sadao Nakajima
- 1974 : Nouveau combat sans code d'honneur (新仁義なき戦い, Shin jingi naki tatakai?) de Kinji Fukasaku
- 1975 : Mamushi to aodaishō (まむしと青大将?) de Sadao Nakajima : Goromasa
- 1975 : Daidatsugoku (大脱獄?) de Teruo Ishii : Kunizo Kuniiwa
- 1975 : Police contre Syndicat du crime (県警対組織暴力, Kenkei tai soshiki bōryoku?) de Kinji Fukasaku : Kuno
- 1975 : Torakku yarō: Goiken muyō (トラック野郎 御意見無用?) de Norifumi Suzuki
- 1975 : Nouveau combat sans code d'honneur 2 : La Tête du boss (新仁義なき戦い 組長の首, Shin jingi naki tatakai: Kumichō no kubi?) de Kinji Fukasaku
- 1975 : Torakku yarō: Bakusō ichiban hoshi (トラック野郎 爆走一番星?) de Norifumi Suzuki
- 1976 : Nouveau combat sans code d'honneur 3 : Les Derniers jours du boss (新仁義なき戦い 組長最後の日, Shin jingi naki tatakai: Kumichō saigo no hi?) de Kinji Fukasaku
- 1976 : Bakamasa horamasa toppamasa (バカ政ホラ政トッパ政?) de Sadao Nakajima : Bakamasa
- 1976 : Torakku yarō: Bōkyō ichiban hoshi (トラック野郎 望郷一番星?) de Norifumi Suzuki
- 1976 : Torakku yarō: Tenka gomen (トラック野郎 天下御免?) de Norifumi Suzuki
- 1977 : Yakuza sensō: Nihon no don (やくざ戦争 日本の首領?) de Sadao Nakajima
- 1977 : Nihon no jingi (日本の仁義?) de Sadao Nakajima
- 1977 : Boxer (ボクサー, Bokusā?) de Shūji Terayama : Hayato
- 1977 : Nihon no don: Yabohen (日本の首領 野望篇?) de Sadao Nakajima
- 1977 : Torakku yarō: Dokyō ichiban hoshi (トラック野郎 度胸一番星?) de Norifumi Suzuki
- 1977 : Torakku yarō: Otoko ippiki Momojirō (トラック野郎 男一匹桃次郎?) de Norifumi Suzuki
- 1978 : Inubue (犬笛?) de Sadao Nakajima : Shiro Akitsu
- 1978 : Dynamite Dondon (ダイナマイトどんどん, Dainamaito don don?) de Kihachi Okamoto : Kasuke
- 1978 : Nihon no don: Kanketsuhen (日本の首領 完結篇?) de Sadao Nakajima : Akira Kawanishi
- 1978 : Torakku yarō: Totsugeki ichiban hoshi (トラック野郎 突撃一番星?) de Norifumi Suzuki
- 1978 : Torakku yarō: Ichiban hoshi kita e kaeru (トラック野郎 一番星北へ帰る?) de Norifumi Suzuki
- 1979 : Sochō no kubi (総長の首?) de Sadao Nakajima
- 1979 : Ōgon no inu (黄金の犬?) de Shigeyuki Yamane
- 1979 : L'Homme qui a volé le soleil (太陽を盗んだ男, Taiyō o nusunda otoko?) de Kazuhiko Hasegawa
- 1979 : Vices et Sévices (堕靡泥の星 美少女狩り, Dabide no hoshi: Bishōjo-gari?) de Norifumi Suzuki

#### Années 1980
- 1981 : The Gate of Youth (青春の門, Seishun no mon?) de Kinji Fukasaku et Koreyoshi Kurahara : Shigezo Ibuki
- 1981 : Honō no gotoku (炎のごとく?) de Tai Katō : Senkichi
- 1982 : Yūkai hōdō (誘拐報道?) de Shun'ya Itō : le pilote
- 1982 : Seiha (制覇?) de Sadao Nakajima : Koji Kawakami
- 1985 : La Harpe de Birmanie (ビルマの竪琴, Biruma no tategoto?) de Kon Ichikawa
- 1986 : Le Palais des fêtes (鹿鳴館, Rokumeikan?) de Kon Ichikawa
- 1987 : L'Actrice (映画女優, Eiga joyū?) de Kon Ichikawa : Kenji Mizoguchi
- 1987 : Kuroi doresu no onna (黒いドレスの女?) de Yōichi Sai
- 1988 : La Grue (つる 鶴, Tsuru?) de Kon Ichikawa
- 1989 : Yawara! (ハッピー!?) de Kazuo Yoshida
- 1989 : My Phoenix (マイフェニックス, Mai fenikkusu?) de Katsumi Nishikawa

#### Années 1990
- 1990 : Rimeinzu: Utsukushiki yūsha-tachi (リメインズ 美しき勇者たち?) de Sonny Chiba : Kasuke
- 1990 : Tekken (鉄拳?) de Junji Sakamoto : Seiji Nakamoto
- 1992 : Distant Justice (DISTANT JUSTICE 復讐は俺がやる?) de Tōru Murakawa
- 1994 : Don o totta otoko (首領を殺った男?) de Sadao Nakajima
- 1997 : Kizu darake no tenshi (傷だらけの天使?) de Junji Sakamoto : Joji Kurai

#### Années 2000
- 2000 : Dora-heita (どら平太?) de Kon Ichikawa : Nadahachi
- 2003 : Watashi no guranpa (わたしのグランパ?) de Yōichi Higashi : Kenzō Godai
- 2005 : The Great Yokai War (妖怪大戦争, Yōkai daisensō?) de Takashi Miike
- 2007 : The Battery (バッテリー, Batterī?) de Yōjirō Takita
- 2008 : Chikyū de tatta futari (地球でたったふたり?) d'Eiji Uchida

## Doublage

### Films d’animation
- 2001 : Le Voyage de Chihiro (千と千尋の神隠し, Sen to Chihiro no kamikakushi?) de Hayao Miyazaki : Kamaji (voix)
- 2005-2006 : Yuki no joō (雪の女王?)
- 2006 : Les Contes de Terremer (ゲド戦記, Gedo senki?) de Gorō Miyazaki : Epervier / Ged (voix)
- 2012 : Les Enfants loups, Ame et Yuki (おおかみこどもの雨と雪, Ōkami Kodomo no Ame to Yuki?) de Mamoru Hosoda

### Jeux vidéo
- 2008 : Dissidia: Final Fantasy
- 2011 : Dissidia 012: Final Fantasy

## Distinctions
Sauf indication contraire, les informations mentionnées dans cette section peuvent être confirmées par la base de données cinématographiques IMDb,  présente dans la section « Liens externes ».

### Récompenses
- 1974 : prix Kinema Junpō du meilleur acteur pour Combat sans code d'honneur[7]
- 1976 : Blue Ribbon Awards du meilleur acteur pour Police contre Syndicat du crime, Torakku yarō: Goiken muyō et Torakku yarō: Bakusō ichiban hoshi[8]
- 1980 : prix du meilleur acteur dans un second rôle pour L'Homme qui a volé le soleil aux Japan Academy Prize[9]
- 1990 : Hōchi Film Award du meilleur acteur pour Tekken[10]
- 2003 : Nikkan Sports Film Award du meilleur acteur dans un second rôle pour Watashi no guranpa
- 2015 : prix spécial aux Japan Academy Prize[11]

## Postérité
L'auteur de One Piece, Eiichirō Oda s'est inspiré de lui pour créer l'un des principaux antagonistes de son œuvre : l'amiral Sakazuki (Akainu).[réf. nécessaire]